# Actilasioptera subfolium
Actilasioptera subfolium är en tvåvingeart som beskrevs av Gagne 1999. Actilasioptera subfolium ingår i släktet Actilasioptera och familjen gallmyggor. Inga underarter finns listade i Catalogue of Life.